# Liste des liqueurs et alcools français AOC
Cette liste recense les liqueurs et eaux-de-vie françaises autorisées à porter la mention Appellation d'origine contrôlée (AOC) sur leur étiquette.

## Liste
La plupart sont des eaux-de-vie issues des vignobles de Cognac et d'Armagnac ; on trouve également le pommeau, le calvados et le cidre, issus de la pomme, le rhum agricole de Martinique, issu de la canne à sucre, ainsi que le kirsch de Fougerolles, qui est la première eau-de-vie de fruits à noyau à obtenir cette appellation.
| AOC                          | Type                     | Région        |
| ---------------------------- | ------------------------ | ------------- |
| Armagnac                     | eau-de-vie de vin        | Armagnac      |
| Floc de Gascogne             | vin de liqueur           | Gascogne      |
| Bois Ordinaire               | eau-de-vie de vin        | Cognac        |
| Bons Bois                    | eau-de-vie de vin        | Cognac        |
| Borderies                    | eau-de-vie de vin        | Cognac        |
| Cognac                       | eau-de-vie de vin        | Cognac        |
| Esprit de Cognac             | eau-de-vie de vin        | Cognac        |
| Fine Champagne               | eau-de-vie de vin        | Cognac        |
| Fine de Bourgogne            | eau-de-vie de vin        | Bourgogne     |
| Fins Bois                    | eau-de-vie de vin        | Cognac        |
| Grande Champagne             | eau-de-vie de vin        | Cognac        |
| Martinique                   | rhum (agricole)          | Martinique    |
| Macvin du Jura               | vin de liqueur           | Jura          |
| Petite Champagne             | eau-de-vie de vin        | Cognac        |
| Pineau des Charentes         | vin de liqueur           | Charente      |
| Pommeau de Bretagne          | apéritif à base de cidre | Bretagne      |
| Pommeau de Normandie         | apéritif à base de cidre | Normandie     |
| Pommeau du Maine             | apéritif à base de cidre | Maine         |
| Calvados                     | eau-de-vie de pomme      | Normandie     |
| Calvados Pays d'Auge         | eau-de-vie de pomme      | Normandie     |
| Calvados Domfrontais         | eau-de-vie de pomme      | Normandie     |
| Kirsch de Fougerolles        | eau-de-vie de cerise     | Franche-Comté |
| Marc d'Alsace gewurztraminer | eau-de-vie de marc       | Alsace        |
| Marc de Bourgogne            | eau-de-vie de marc       | Bourgogne     |
| Eau-de-vie de cidre du Maine | eau-de-vie de cidre      | Maine         |
| Marc du Jura                 | eau-de-vie de marc       | Jura          |
| Mirabelle de Lorraine        | eau-de-vie de mirabelle  | Lorraine      |